# Táánít Eszter

## A táánít Eszter időpontja
A zsidó naptár szerint:
- Normál esetben
  - ádár 13.
  - ádár séni 13. (szökőévben)
- Ha szombatra esne
  - ádár 11.
  - ádár séni 11. (szökőévben)

A Gergely-naptár szerint:
- 5766: 2006. március 13.
- 5767: 2007. március 1. *
- 5768: 2008. március 20. **
- 5769: 2009. március 9.
- 5770: 2010. február 25. *
- 5771: 2011. március 17. * **

* szombat miatt csütörtökre tolódik

** szökőév
A táánít Eszter (héberül תַּעֲנִית אֶסְתֵּר tăʿănît Esztēr) Eszter böjtje – zsidó gyász és böjtnap.
A purimot Eszter böjtje előzi meg, amelyet a királynő háromnapos segélykérő böjtjének emlékére tartanak (minden generációban), étel és ital fogyasztásának mellőzésével. A böjt nem előző este kezdődik, hanem csak pirkadatkor és estig tart. Ha ádár tizenharmadika szombatra esik, akkor a böjtöt az azt megelőző csütörtökön kell megtartani (például 2010-ben).
Ez a böjt elnézőbb szabályozású, mint a többi nagy böjt, így a várandós és szoptatós anyáknak, illetve a fizikailag gyenge szervezetűeknek, időseknek nem kötelező böjtölniük.
Júda Makkabi és csapata ezen a napon mért nagy vereséget a görögök Nikánór vezetése alatt álló seregére. Nikánort elfogták és elítélték istenkáromlásért és Jeruzsálem-ellenes bűnökért.

## Lásd még
- Purim
- Judaisztikai szakirodalmi művek listája

## Külső hivatkozások
- Eszter böjtje
- Örömnapok, gyásznapok – Hahn István: Zsidó ünnepek és népszokások
- Ádár hónap – zsido.com